# Jednostka pływająca
Uzasadnienie:  OR (nieuźródłowiony od ponad 5 lat), brak potrzeby i jasnych kryteriów rozróżnienia tych dwóch kategorii (choćby poniższe zestawienie wylicza najróżniejsze statki)

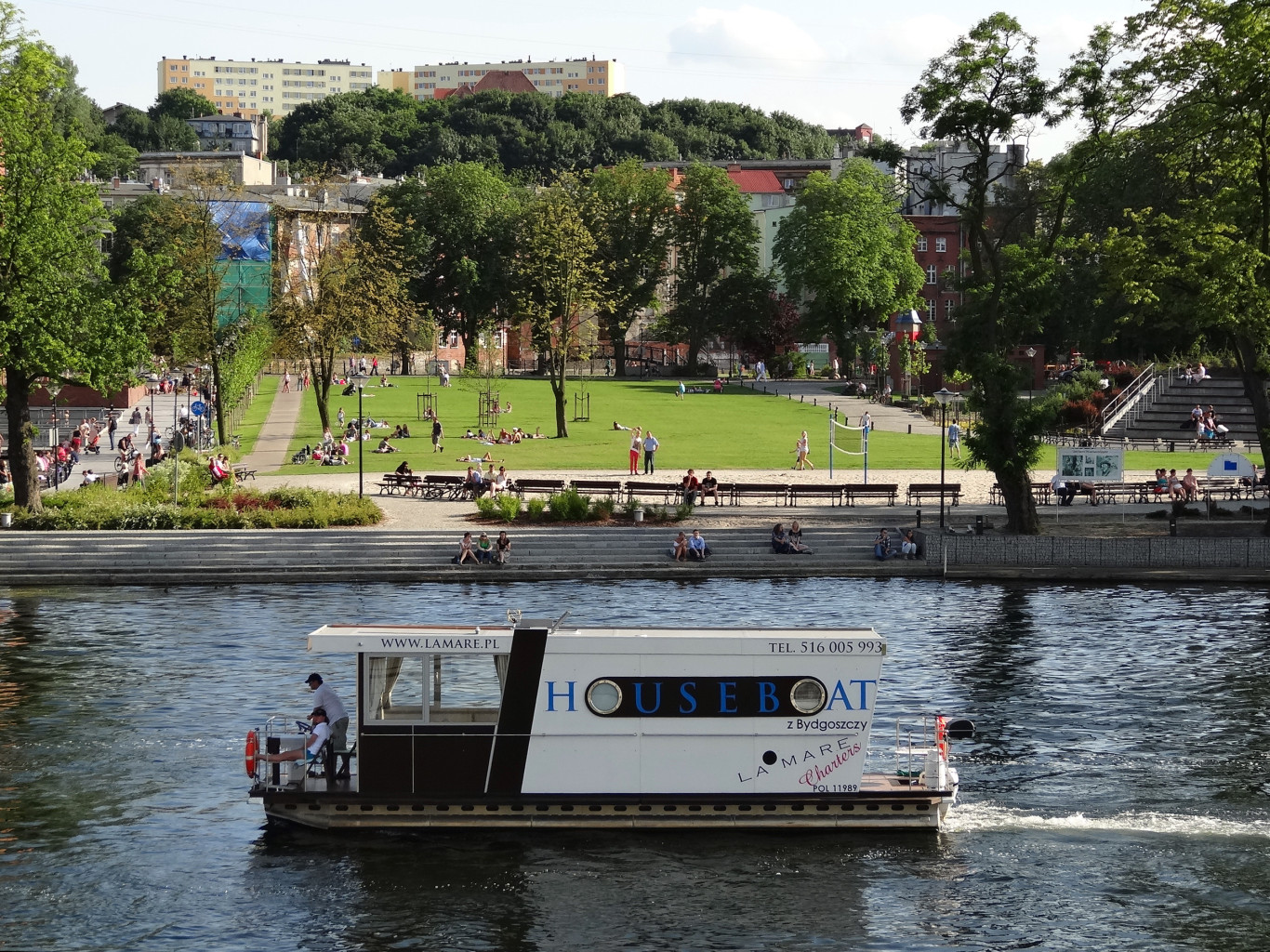
Dom na wodzie (tzw. houseboat) w pobliżu Wyspy Młyńskiej w Bydgoszczy

Jednostka pływająca – pojęcie szersze w stosunku do statku wodnego. Jest to każda konstrukcja zdolna do samodzielnego unoszenia się na powierzchni wody lub do czasowego przebywania pod jej powierzchnią, z napędem własnym ewentualnie cudzym (holowana lub pchana), lub też zakotwiczona na stałe, o jednym lub wielu z niżej wymienionych przeznaczeń:
- badawcze – np. batyskaf, statek badawczy (w klasie explorer)
- komunikacyjne – np. most pontonowy
- magazynowe lub bytowe – np. hulk, botel
- militarne – np. okręt, łódź saperska (rozpoznawcza, desantowa)
- przemysłowe – np. platforma wiertnicza, statek-przetwórnia, młyn pływający
- rekreacyjne – np. jacht, żaglówka, kajak, rower wodny
- rybackie - statki rybackie, w tym łódź rybacka, kuter rybacki
- sygnalizacyjne – np. latarniowiec, pława
- techniczne – np. żuraw pływający, dok pływający,
- transportowe (towarowe i pasażerskie) – nie tylko statek, ale także np. barka
- specjalne – np. statek do przewozu ładunków wielkogabarytowych.